# Сату Ноу (Дамбовица)
Ново село (рум. Satu Nou) насеље је у Румунији у округу Дамбовица у општини Корбиј Мари. Oпштина се налази на надморској висини од 152 m.

## Становништво
Према подацима из 2002. године у насељу је живело 545 становника, од којих су сви румунске националности.